# Desulfobulbaceae
Die Desulfobulbaceae bilden eine Familie innerhalb der Ordnung Desulfobacterales. Es handelt sich um fakultativ anaerobe, gramnegative Bakterien. Bis auf Desulforhopalus sind alle Vertreter beweglich (motil) und besitzen eine einzige, polare Flagellate.
Die im Namen vorangestellte Silbe Desulfo- steht für den Stoffwechselweg der Desulfurikation, die Reduktion von Sulfat (SO42−) zu Schwefelwasserstoff (H2S). Man spricht auch von der Desulfurikation, Sulfatatmung oder dissimilatorischer Sulfatreduktion. Entsprechende Bakterien werden als Desulfurikanten, Desulfurizierer, Sulfatatmer oder Sulfatreduzierer (englisch sulfate reducing bacteria, SRB; bzw. sulfate reducing prokaryotes, SRP oder  sulfate/sulfite-reducing microorganisms, SRM) bezeichnet.
Die dissimilatorische Sulfatreduktion ist ein Kennzeichen für die Ordnung Desulfobacterales, Desulfovibrionales und einigen Arten der Ordnung Syntrophobacterales, die herkömmlich der Klasse Deltaproteobacteria im Phylum Pseudomonadota (Proteobakterien) zugeordnet werden, nach neueren Vorschlägen aber zusammen mit den Thermodesulfobacteria (thermophilen Desulfurizierern) in deren Phylum Thermodesulfobacteriota gestellt werden, das dann mit diesen Neuzugängen zusammen gelegentlich auch als Desulfobacterota bezeichnet wird.
Fast alle Arten der Desulfobulbaceae nutzen die Fermentation als zusätzlichen Stoffwechselweg. Ebenfalls die Reduktion von Nitrat wurde bei einigen Arten nachgewiesen, z. B. bei Desulfobulbus propionicus, Desulforhopalus singaporensis.

## Merkmale und Ökologie
Die meist stäbchenförmigen Zellen treten einzeln, in Paaren oder in Ketten auf. Sie bilden keine Sporen. Die Zellen der Gattung Desulforhopalus enthalten Gasvakuolen. Alle Arten kommen im Meerwasser und Brackwasser vor, die Gattungen Desulfobulbus und Desulfocapsa auch im Faulschlamm (Sapropel) von Süßwasser. Desulfobulbus wurde außerdem im Abwasserschlamm, Pansen und tierischen Kot gefunden.
Auch psychrophile (kälteliebende) Arten sind vorhanden, so wurde die Gattung Desulfotalea in kalten Meeressedimenten bei Temperaturen um −1 °C an der Küste von Spitzbergen entdeckt und die Arten dementsprechend benannt (D. psychrophila und D. arctica). Eine weitere psychrophile Art ist Desulforhopalus vacuolatus.
Durch die Sulfatreduktion entsteht der für Organismen, und auch für die Sulfatreduzierer giftige Schwefelwasserstoff. Allerdings reagiert Schwefelwasserstoff mit Eisen, durch die folgende Ausfällung der entstandenen schwerlöslichen Sulfide (z. B. FeS, Eisen(II)-sulfid) wird die Umgebung entgiftet.
Alle Desulfurikanten spielen im Schwefelkreislauf eine große Rolle. Der größte Teil des in der Natur vorkommenden Schwefelwasserstoff wird durch diese Bakterien erzeugt.
Des Weiteren sind Arten der Desulfobulbaceae fähig, Stickstoff zu fixieren. Man spricht von der Diazotrophie oder allgemein Stickstofffixierung. Hierbei wird der in der Luft, Boden oder freiem Wasser enthaltener molekulare Stickstoff (N2) zu Ammoniak (NH3) reduziert. Hierzu sind höhere Lebewesen nicht in der Lage. Durch das Ammoniak wird hierdurch für den Stoffwechsel von Lebewesen unverzichtbare Stickstoff verfügbar gemacht. Ein Beispiel hierfür sind die Ökosysteme der Seegraswiesen. Hierbei profitieren die dort dominierenden Makroalgen von den im Meeresboden und im Wasser vorkommenden stickstofffixierenden Bakterien. In einer Untersuchung von dem Seegras Halophila im Südchinesischen Meer zählen u. a. Desulfobulbus, Desulfopila und Desulfocapsa als zu den wichtigsten Stickstofffixierer. Sie spielen somit eine wichtige Rolle im Seegras-Ökosystem sowohl bei der Stickstofffixierung als auch bei der Sulfatreduktion.

## Stoffwechsel

### Sulfatatmung
Die Desulfurikation ist bei den als Sulfatatmer bezeichneten Bakterien dissimilativ. Im Gegensatz zu der assimilativen Sulfatreduktion (Sulfatassimilation) zu der fast alle Bakterien und auch viele Eukaryonten (die meisten Pflanzen und Pilze, Tiere allerdings nicht) fähig sind, wird der durch die Reduktion entstehender Schwefelwasserstoff sofort ausgeschieden und nicht für den Aufbau von Aminosäuren genutzt. Die Reduktion von Schwefelverbindungen dient bei den Desulfurikanten (Sulfatatmern) also ausschließlich der Energiegewinnung.
Bei der Sulfatatmung als Form des Energiestoffwechsels ist nicht Sauerstoff wie bei der aeroben Atmung, sondern Sulfat der Elektronenakzeptor. Einfache organische Verbindungen dienen als Donatoren, sie werden oxidiert. Die entsprechenden Schwefelverbindungen werden hierbei zu Sulfide bzw. Schwefelwasserstoff reduziert. Arten von Desulfobulbaceae nutzen nicht nur Sulfat, sondern auch Sulfit, Thiosulfat und elementaren Schwefel. Der Energiegewinn erfolgt an einer Elektronentransportkette (Atmungskette, oxidative Phosphorylierung), die bei den Desulfobulbaceae u. a. Cytochrome (c und b) als Komponenten enthält.
Typische organische Moleküle, die bei Desulfobulbaceae als Elektronendonatoren und als Kohlenstoffquellen genutzt werden, sind (nicht bei allen Arten) u. a.: Fettsäuren, Malat, primäre Alkohole, Lactat, Acetat, Propionat und Pyruvat. Alle Arten von Desulfobulbus, Desulfotalea, sowie die Art Desulforhopalus vacuolatus und Desulfofustis glycolicus nutzen, allerdings nur in Anwesenheit von Acetat, auch H2 als Elektronendonator bei der Sulfatatmung. Die organischen Moleküle werden meist nicht vollständig oxidiert, oft ist Acetat das Endprodukt. Desulfofustis glycolicus oxidiert Glycolat und Glyoxylat vollständig zu CO2.
Bei für die Sulfatatmung genutzten Enzymen handelt es sich um dissimilatorische Sulfit-Reduktasen (dSiRs). Bei den Desulfobulbaceae wurde nur das Enzym Desulforubidin gefunden. Andere dSirRs sind Desulfoviridin, P582 (z. B. bei Desulfotomaculum nigrificans, ein grampositives Bakterium der Clostridiales) und Desulfofuscidin.
Desulfurizierer erscheinen in vielen, phylogenetisch weit voneinander entfernten Linien der Domäne Bakterien. Dieser Stoffwechselweg hat sich also in der Evolution vermutlich mehrmals unabhängig voneinander entwickelt. Außer bei den Deltaproteobakterien tritt die Sulfatatmung weiterhin in dem Phylum Thermodesulfobacteria und in der Ordnung Clostridiales der Abteilung Firmicutes (Gattung Desulfotomaculum) auf. Auch in der Domäne Archaea sind Desulfurizierer zu finden, z. B. die Gattung Archaeglobus. In den ebenfalls zu der Deltagruppe zählenden Ordnungen Desulfurellaceae und Desulfurellales findet man schwefelreduzierende Arten. Sie können kein Sulfat reduzieren, nur elementarer Schwefel und auch Thiosulfat werden von diesen Arten als Energiequelle eingesetzt. Daher hier die Vorsilbe desulfur, sie bezieht sich auf den elementaren Schwefel (Sulfur). Im englischen spricht man hier von den „Sulfur-Reducing Prokaryotes“.

### Fermentation
Wenn nicht ausreichend Schwefelverbindungen (Sulfat, Sulfid, Thiosulfat) vorhanden sind, wechseln viele Desulfurizierer zu dem fermentativen Stoffwechsel (Gärung). Bis auf die chemolithoautotrophe Gattung Desulfocapsa sind alle Vertreter von Desulfobulbaceae zur Fermentation in der Lage. Z. B. können einige Arten von Desulfobulbus in diesem Fall unter Anwesenheit von Lactat oder Pyruvat wachsen und produzieren durch die Fermentation Acetat. Desulfobulbus rhabdoformis wächst durch die Fermentation von Malat und Fumarat.

### Disproportionierung
Ein weiterer Stoffwechselweg zur Energiegewinnung für verschiedene Sulfatatmer ist die Disproportionierung anorganischer Schwefelverbindungen.
Hierbei werden Schwefelverbindungen wie Thiosulfat, Sulfit zu Sulfat und Sulfid (Schwefelwasserstoff) umgesetzt. Der dabei entstehende Protonengradient wird zur Produktion von ATP eingesetzt. Unter den Desulfobulbaceae wurde bei Desulfobulbus, Desulforhopalus singaporensis und bei den Arten von Desulfocapsa dieser Stoffwechselweg beobachtet.
Einige Arten, wie Desulfobulbus propionicus und Desulfocapsa nutzten bei der Disproportionierung auch elementaren Schwefel. Desulfobulbus propionicus ist eine der ersten Arten, bei denen in Kultur die Disproportionierung von elementaren Schwefel nachgewiesen werden konnte.

## Sulfatreduzierer und Sauerstoff
Bis in die 80er Jahre wurden sulfatreduzierenden Bakterien als streng (obligat) anaerob, also nur unter völligen Ausschluss von Sauerstoff lebensfähig, betrachtet. Neuere Forschungsergebnisse haben allerdings gezeigt, dass SRBs Sauerstoff tolerieren und sogar unter Sauerstoffeinfluss Sulfat weiterhin als Energiequelle nutzen.
Unter den Desulfobulbaceae wurde beispielsweise bei Kulturen von Desulfolobus propionicus, und von anderen Sulfatreduzierer (z. B. Desulfovibrio, Desulfobacterium autotrophicum) eine gewisse Toleranz zu Sauerstoff in geringen Konzentrationen (mikroaerob) beobachtet. Weiterhin wurde gezeigt, dass Desulfobulbus und andere Sulfatreduzierer (z. B. Desulfovibrio, Desulfuricans) unter diesen Bedingungen auch Sauerstoff als Elektronenakzeptor nutzen.
Sogar in den oxischen Zonen von Matten der Cyanobakterien, wo zeitweise eine durch die Photosynthese erzeugte hohe Sauerstoffkonzentration herrscht, wurden diese Bakterien entdeckt und eine hohe Sulfatreduktionsrate nachgewiesen.

## Stromleitung
Die Desulfobulbaceae-Kandidatenart Ca. Electrothrix (Mikrobe des Jahres 2024) kann im Bereich des Meeresbodens sogenannte lebende Kabel (Kabelbakterien) bilden, durch die Elektronen fließen. Dabei schließen sich Tausende der Bakterien zu bis zu zwei Zentimeter langen Filamenten zusammen. Sie können dadurch den Sauerstoff nutzen, der nur in der oberen Bodenschicht vorhanden ist und an Nährstoffe gelangen, die sich weiter unten in der Bodenschicht befinden. Ähnliches vermag die Desulfobulbaceae-Kandidatenart Ca. Electronema im Süßwasser.

## Systematik
Diese Familie besteht aus folgenden Gattungen und Arten (Auswahl):
- Candidatus Electronema[19] – „Mikrobe des Jahres 2024“[20]
  - Candidatus Electronema aureum
  - Candidatus Electronema halotolerans
  - Candidatus Electronema nielsenii
  - Candidatus Electronema palustre (mit Schreibvariante Ca. Electronema palustris)

- Candidatus Electrothrix[21]
  - Candidatus Electrothrix aarhusensis (mit Schreibvariante Ca. Electrothrix aarhusiensis)
  - Candidatus Electrothrix communis
  - Candidatus Electrothrix gigas
  - Candidatus Electrothrix japonica
  - Candidatus Electrothrix laxa
  - Candidatus Electrothrix marina

- Desulfobulbus Widdel 1981
  - Desulfobulbus elongatus Samain et al. 1985
  - Desulfobulbus japonicus Suzuki et al. 2007
  - Desulfobulbus mediterraneus Sass et al. 2002
  - Desulfobulbus propionicus Widdel 1981
  - Desulfobulbus rhabdoformis Lien et al. 1998

- Desulfocapsa Janssen et al. 1997
  - Desulfocapsa sulfexigens corrig. Finster et al. 2000
  - Desulfocapsa thiozymogenes Janssen et al. 1997

- Desulfofustis Friedrich et al. 1996
  - Desulfofustis glycolicus Friedrich et al. 1996

- Desulfopila Suzuki et al. 2007
  - Desulfopila aestuarii Suzuki et al. 2007
  - Desulfopila inferna Gittel et al. 2010

- Desulfoprunum Junghare and Schink 2015
  - Desulfoprunum benzoelyticum Junghare and Schink 2015

- Desulforhopalus Isaksen & Teske 1999
  - Desulforhopalus singaporensis Lie et al. 2000
  - Desulforhopalus vacuolatus Isaksen & Teske 1999

- Desulfotalea Knoblauch et al. 1999
  - Desulfotalea arctica Knoblauch et al. 1999
  - Desulfotalea psychrophila Knoblauch et al. 1999

- Desulfurivibrio Sorokin et al. 2008
  - Desulfurivibrio alkaliphilus Sorokin et al. 2008